# Alex Phillips Jr.
Alex Phillips Bolaños (Ciudad de México, 11 de enero de 1935-12 de febrero de 2007), conocido como Alex Phillips Jr., fue un director de fotografía mexicano, celebrado por la calidad de su trabajo fotográfico y por haber trabajado con los más destacados directores del cine de ese país como Arturo Ripstein, Felipe Cazals y Jorge Fons.

## Biografía
Hijo del también fotógrafo de cine Alex Phillips, estudió fotografía en el Instituto de Artes Fotográficas de Montreal de 1955 a 1958 e inició en 1959 su actividad trabajando en documentales y comerciales. De 1958 a 1964 fue fotógrafo del entonces presidente Adolfo López Mateos. Su primer filme destacado fue Yanco del director Servando González, trabajo que en su opinión le fue dado por el director por conveniencia, al tener equipo profesional propiedad de su padre que ocuparía en dicho filme. Al finalizar Yanco tuvo dificultades a causa de su falta de experiencia y por no pertenecer al sindicato cinematográfico local. Pero esta película fue la carta de presentación para que Phillips Jr. comenzara a hacer carrera en Estados Unidos. Leopoldo Torre-Nilsson aceptó filmar con él La chica del lunes (1966) y un año después Los traidores de San Ángel, ambas rodadas en Puerto Rico para evitarse problemas con el sindicato de México.
En México trabajó con directores como Felipe Cazals, Ismael Rodríguez, Arturo Ripstein, Alfonso Arau y Jorge Fons.
En Estados Unidos fotografió más de 30 cintas, entre las que figura en 1969 Sam's Song'', una de las primeras de Robert de Niro. Su primera película importante fue Yanco (1958) y la última, Casi el infierno en 2001. Aunque también participó en Emiliano Zapata, dirigida en 1970 por Felipe Cazals; Las minas del rey Salomón, dirigida en 1985 por J. Lee Thompson; y El vengador del futuro (Total Recall), dirigida en 1990 por Paul Verhoeven.

## Vida personal
Tuvo tres matrimonios y tres hijos. Del primer matrimonio nació Alex. En 1970 se casó con la actriz mexicana Ofelia Medina quince años más joven que él con quien tuvo un hijo, David, en 1972. La relación duró cinco años. De su tercer matrimonio nació Aliosha.